# Baggio Hušidić
Adis « Baggio » Hušidić, né le 19 mai 1987 à Velika Kladuša en Yougoslavie, est un joueur bosnien, ayant également la citoyenneté américaine, de soccer, évoluant comme milieu de terrain au Galaxy de Los Angeles en Major League Soccer.

## Biographie

### Enfance
Hušidić est né dans le nord-ouest de la Bosnie-Herzégovine, dans l'ancienne Yougoslavie avant la scission du pays en 1992. Son père Zare le surnomme Baggio en l'honneur du célèbre footballeur italien Roberto Baggio.
La guerre éclate le 6 avril 1992 quelques semaines avant le cinquième anniversaire de Baggio. La famille Hušidić fuient la Bosnie et les horreurs de la guerre en 1994. Ils vivent temporairement dans un camp de réfugiés dans le sud de la Croatie à Split avant de rejoindre Hambourg en Allemagne. Ils y restent comme réfugiés pendant trois années et demie dans des conditions très difficiles. Les réfugiés yougoslaves y sont victimes de racisme. À cette période, il joue au football à Uetersen dans un petit club réunissant des réfugiés yougoslaves et des allemands.
En 1998, sa famille déménage aux États-Unis et s'installe à Libertyville dans la banlieue de Chicago. Il obtient la citoyenneté américaine.

### Carrière

#### Parcours universitaire
Hušidić rejoint la High School de Libertyville et joue également pour le club du Sockers FC Chicago qu'il aide à remporter les championnats d'État, régional et national. Il entre ensuite à l'Université de l'Illinois à Chicago entre 2006 et 2008, prenant part aux rencontres de l'équipe universitaire des UIC Flames et il est alors nommé pour diverses récompenses annuelles.

#### Parcours professionnel

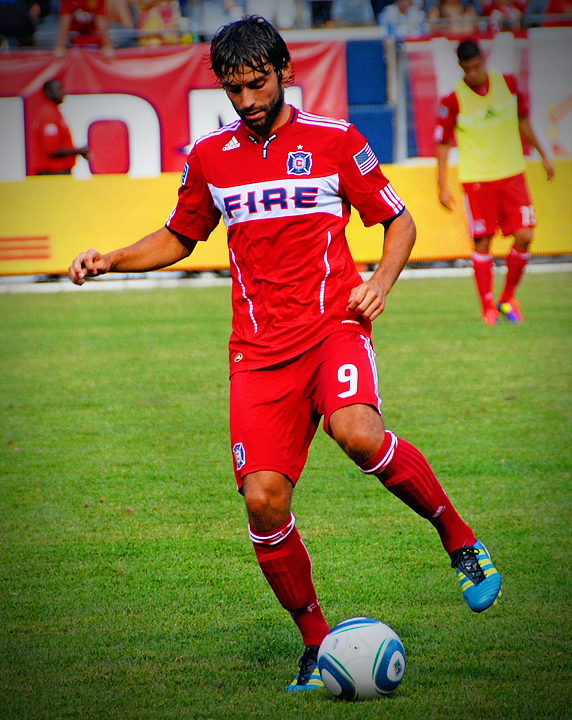
Baggio Hušidić jouant pour le Fire de Chicago.

Il est repêché au second tour (20e choix) de la SuperDraft de la MLS en 2009 par le Fire de Chicago où il signe un contrat Génération Adidas.
Baggio fait ses débuts professionnels le 28 mai 2009, entrant en cours de jeu pour remplacer Gonzalo Segares, lors d'une rencontre contre Chivas USA. Il inscrit ensuite son premier but le 24 avril 2010 contre le Dynamo de Houston. Le 18 novembre, Hušidić annonce vouloir obtenir son diplôme du programme de la MLS, la Génération Adidas, à la fin de la saison 2010. Baggio se démarque particulièrement pendant la saison 2010 où il s'impose en tant que titulaire, inscrivant même quelques buts. Malgré tout, la saison 2011 est plus difficile pour lui, ne jouant qu'une seule rencontre en entier, et participant à seulement 20 rencontres. Ainsi, à la fin de l'année, il refuse l'option de son contrat pour une prolongation d'un an et entre donc dans la MLS Re-Entry Draft. Il est sélectionné par les Rapids du Colorado durant la seconde phase le 12 décembre 2011. Refusant l'offre des Rapids, Hušidić décide de s'engager avec la formation suédoise de seconde division d'Hammarby IF le 23 décembre 2011.
Demeurant à Hammarby, le Galaxy de Los Angeles obtiennent les droits du joueur en MLS à l'occasion d'un échange avec les Rapids du Colorado le 17 juin 2013. Le 11 novembre suivant, l'entraîneur-chef du Galaxy, Bruce Arena, confirme la signature du joueur en provenance d'Hammarby.

## Palmarès
- Avec le  Galaxy de Los Angeles :
  - Vainqueur de la Coupe MLS en 2014

### Vie privée
Husidić a reçu le surnom de Baggio par son père alors qu'il n'a que quelques années, en honneur au joueur italien Roberto Baggio.

## Statistiques
| Saison                | Club                   | Championnat           | Championnat | Championnat | Coupe(s) nationale(s) | Coupe(s) nationale(s) | Compétition(s) continentale(s) | Compétition(s) continentale(s) | Compétition(s) continentale(s) | Séries | Séries | Total | Total |
| Saison                | Club                   | Division              | M.          | B.          | M.                    | B.                    | Comp.                          | M.                             | B.                             | M.     | B.     | M.    | B.    |
| 2009                  | Chicago Fire           | MLS                   | 10          | 0           | 1                     | 0                     | SuperLiga                      | 5                              | 0                              | 2      | 0      | 18    | 0     |
| 2010                  | Chicago Fire           | MLS                   | 22          | 5           | 0                     | 0                     | -                              | -                              | -                              | 0      | 0      | 22    | 5     |
| 2011                  | Chicago Fire           | MLS                   | 18          | 0           | 2                     | 0                     | -                              | -                              | -                              | 0      | 0      | 20    | 0     |
| Sous-total            | Sous-total             | Sous-total            | 50          | 5           | 3                     | 0                     | -                              | 5                              | 0                              | 2      | 0      | 60    | 5     |
| 2012                  | Hammarby IF (football) | Superettan            | 25          | 1           | 1                     | 0                     | -                              | -                              | -                              | -      | -      | 26    | 1     |
| 2013                  | Hammarby IF (football) | Superettan            | 16          | 0           | 1                     | 0                     | -                              | -                              | -                              | -      | -      | 17    | 0     |
| Sous-total            | Sous-total             | Sous-total            | 41          | 1           | 2                     | 0                     | -                              | 0                              | 0                              | 0      | 0      | 43    | 1     |
| 2014                  | LA Galaxy              | MLS                   | 34          | 5           | 2                     | 0                     | LCC                            | 1                              | 0                              | 4      | 0      | 41    | 5     |
| 2015                  | LA Galaxy              | MLS                   | 24          | 2           | 1                     | 1                     | LCC                            | 2                              | 0                              | 1      | 0      | 28    | 3     |
| 2016                  | LA Galaxy              | MLS                   | 29          | 2           | 4                     | 0                     | LCC                            | 0                              | 0                              | 3      | 0      | 36    | 2     |
| 2017                  | LA Galaxy              | MLS                   | 10          | 0           | 0                     | 0                     | -                              | -                              | -                              | -      | -      | 10    | 0     |
| 2018                  | LA Galaxy              | MLS                   | 0           | 0           | 0                     | 0                     | -                              | -                              | -                              | -      | -      | 0     | 0     |
| Sous-total            | Sous-total             | Sous-total            | 97          | 9           | 7                     | 1                     | -                              | 3                              | 0                              | 8      | 0      | 115   | 10    |
| Total sur la carrière | Total sur la carrière  | Total sur la carrière | 188         | 15          | 12                    | 1                     | -                              | 8                              | 0                              | 10     | 0      | 218   | 16    |